# PCkurier
PCkurier – publikowany przez 14 lat przez wydawnictwo Lupus dwutygodnik komputerowy, którego pierwszy numer ukazał się w połowie grudnia 1989 roku.

## Historia
Pismo zostało założone przez Tadeusza Wilczka (stąd nazwa Lupus, z łac. „wilk”), Grzegorza Eidera i Tomasza Zielińskiego. Wypełniło ono lukę na rynku czasopism komputerowych powstałą po zawieszeniu miesięcznika Komputer publikowanego w drugiej połowie lat 80. przez RSW „Prasa-Książka-Ruch”.
W tym okresie cały skład osobowy redakcji PCkuriera – założyciele, pracownicy i współpracownicy – tworzyły osoby związane z Komputerem. (Prawa do tytułu Komputer zostały później wykupione przez wydawnictwo IDG Poland S.A., również bazujące na byłych pracownikach i współpracownikach Komputera – efektem tego był wychodzący do grudnia 2018 miesięcznik PC World Komputer).
Pismo wydawane początkowo w nakładzie 1500 egzemplarzy i w objętości 16 stron, szybko zwiększało swoją wielkość i nakład, stając się na przełomie lat 80. i 90. najważniejszym źródłem bieżącej informacji o rynku komputerowym w Polsce. W szczytowym momencie, w pierwszej połowie lat 90. XX w., przekraczało 250 stron objętości i 100 tys. egzemplarzy. Sprzyjał temu rozwinięty rynek reklam, dzięki któremu rosła liczba stron redakcyjnych pisma.
Pierwszym redaktorem naczelnym był Grzegorz Eider, potem funkcję tę pełnili Tomasz Zieliński, Zbigniew Blewoński, Marek Zimnak, Tadeusz Wilczek i Anna Kniaź.
W 1996 r. doszło do podziału zadań między czasopisma wydawane przez Lupus. Rynek został „podzielony” między miesięcznik Enter (użytkownik indywidualny), PCkurier (rynek korporacyjny) i CRN (rynek dealerski). Podział ten, logiczny z rynkowego punktu widzenia, doprowadził jednak do natychmiastowego załamania objętości i wielkości sprzedaży PCkuriera, a potem ich dalszego, sukcesywnego zmniejszania, czego dodatkową przyczyną było załamanie na rynku ogłoszeń – na przełomie dziesięcioleci pismo miało już poniżej 10 tys. egzemplarzy. Po przejęciu wydawnictwa Lupus przez konkurencyjne Vogel Publishing (wydawcę CHIP-a) PCkurier został zamknięty w połowie 2003 r., a redakcja rozwiązana.